# Anna Gallardo Herrera
Anna Gallardo Herrera (Sabadell, Vallès Occidental, 5 de novembre de 1978) és una exjugadora de voleibol catalana.
Es formà al Club Natació Sabadell, amb el qual debutà a la Divisió d'Honor Femenina. També competí amb el Club Voleibol Benidorm i el Club Voleibol Sanse. Posteriorment, jugà amb el Club Voleibol Viladecans i el Club Voleibol Barcelona Barça, aconseguint l'ascens a la Superlliga 2 femenina la temporada 2008-09. Exercí d'entrenadora de les categories inferiors de l'equip blaugrana.